# Ching Kong
Ching Kong, también conocido como Cheng Kang (程剛 | cantonés: Ching Gong | mandarín: Chéng Gāng) es un guionista y director cinematográfico chino, nacido en Shouxian, Anhui, el 4 de abril de 1924.   

## Biografía
En 1942 Ching se unió a una pequeña compañía teatral para la que escribió una serie de obras cuyo éxito le animó a establecerse en Hong Kong como guionista cinematográfico en 1949. Cuando apenas había escrito una docena de guiones para varios estudios, la nueva compañía de producción Kaisheng Film Co. le contrató para dirigir Mother and Son in Grief en 1950. En 1964 entró a trabajar en los estudios Shaw Bros. para los que escribirá varios guiones y luego dirigirá una veintena de películas hasta principios de los 80, tras lo cual se estableció en Taiwán. Su película más famosa es 14 Amazonas (1972), codirigida por Tung Shao Yung, por la que fue galardonado con el Golden Horse Award a la Mejor Dirección. Su hijo es el director y coreógrafo cinematográfico Tony Ching.